# FIFI Wild Cup
FIFI Wild Cup — альтернативный Кубок мира по футболу для ассоциаций стран входящих в FIFI. FIFI представляет собой ассоциацию, состоящую из непризнанных стран и тех, кого по каким-либо причинам не признаёт ФИФА. Все матчи турнира проходили на стадионе Миллернтор, домашней арене клуба Санкт-Паули.
Проходивший в Гамбурге турнир позволил нескольким непризнанным государствам провести международные встречи. Организатор турнира Йорг Поммеранц заявил: «Чтобы этот турнир состоялся нам пришлось побороться с такими тяжеловесами как ФИФА и китайское посольство в Германии». Китайские власти обратились к FIFI с требованием отозвать приглашение у сборной Тибета, на что организация ответила отказом.
Второй FIFI Wild Cup прошёл в 2010 году в Гренландии.

## Участники турнира в 2006 году
- Гренландия (автономная область Дании, контролируется Футбольной ассоциацией Гренландии)
- Северный Кипр (непризнанное государство, контролируется Кипрско-Турецкой Федерацией футбола)
- Занзибар (в настоящее время часть Танзании, но является членом КАФ)
- Гибралтар (Футбольная Федерация Гибралтара подала заявку на членство в УЕФА, но Испания категорически против)
- Тибет (автономный район Китая)
- Республика Санкт-Паули (команда представлявшая Санкт-Паули, район Гамбурга)